# Año perfecto
Año Perfecto es el segundo álbum de estudio discográfico del grupo mexicano Playa Limbo, lanzado en marzo del 2010. Consevando su mezcla de tintes españoles y argentinos.
Todas las canciones están compuestas por el grupo. Sale el sencillo "Te Dejé", seguido posteriormente por el segundo y tercer sencillo "Aún Pienso En Ti" y "Tu Corazón" en la nueva producción. Los sencillos "Tu Corazón" y "Aún Pienso En Ti" son elegidas por los productores de la serie Locas de amor de Televisa para la historia.
Con este álbum el grupo ganó un Disco de Oro y fue nominado a los Premios oye!, ya que el álbum se editó en Estados Unidos, con los tres sencillos en primer lugar. Se lanzaron los videoclips, "Te Dejé" y "Aun Pienso En Ti ".

## Lista de canciones
1. "Enrédame" (3:27)
2. "Te Dejé" (3:40)
3. "No Me Canso De Esperar" (3:48)
4. "Aún Pienso en Ti" (3:57)
5. "La Misma Luna" (3:22)
6. "Mar Soledad (3:24)
7. "Tú Corazón" (3:38)
8. "La Cita" (3:40)
9. "De Nada Me Arrepiento" (3:40)
10. "Lado Maldito" (3:41)
11. "Manía" (4:05)
12. "Año Perfecto" (3:32)

## Sencillos
- Te Dejé (2009)
- Aún Pienso en Ti (2009)
- Tu Corazón (2010)

## Videoclips
- Te Dejé (2010)
- Aún Pienso En Ti (2010)